# Alticus arnoldorum
Blennie sauteuse
Espèce
Statut de conservation UICN

 LC  : Préoccupation mineure
Alticus arnoldorum, la Blennie sauteuse, est une espèce de poissons de la famille des Blenniidae. Ce poisson présente la particularité de pouvoir s'alimenter (voire s'accoupler) hors de l'eau, mais il doit néanmoins suivre le mouvement des marées car ne pouvant survivre plus de quelques heures, surtout s'il fait sec (une marée dure environ 6 h).

## Description
Alticus arnoldorum est protégé par une épaisse couche de mucus, et sa robe est ornée de motifs clairs sur un fond brunâtre plus foncé.
Le mâle mesure jusqu'à 80 mm de longueur totale.

## Répartition et habitat
Ce poisson tropical occupe l'estran des littoraux du sud des îles Samoa, dans les îles Mariannes, dans les îles de la Société et dans les îles Cook, et plus généralement dans l'ouest et le sud de l'océan Pacifique. Les français d'Outre-mer peuvent notamment l'observer sur les littoraux rocheux de Polynésie française et à l'île de la Réunion.

## Alimentation
Il se nourrit principalement d'algues et de bactéries benthiques (biofilm) qu'il consomme en râpant les surfaces de roche exposées à la lumière du soleil

## Comportement
Ce blennie fait partie des poissons pouvant respirer un certain temps (plusieurs heures dans un environnement humide) hors de l'eau. C'est un animal territorial ; le mâle défend vigoureusement son territoire.
Il se montre également capable de marcher/ramper sur des nageoires pectorales et c'est l'une des espèces de poissons sauteurs,, capables de faire des successions de sauts en arquant son corps à 90° et en le détendant brusquement ou en se propulsant au moyen de sa queue. Ce mouvement semble être une variante plus sophistiquée d'un mouvement d'évitement observé chez la plupart des poissons.
Il peut ainsi -si on le dérange ou s'il se sent menacé- vivement sauter de trou en trou dans l'environnement rocheux calcaire qu'il occupe ce qu'évoquent leurs noms locaux de poissons sauteurs (nom qui est aussi donné à d'autres espèces, dont les killies (Cyprinodontiformes) ou les Periophtalmus (« sauteur de vase atlantique »). Ses sauts sont beaucoup plus efficaces que ceux d'autres blennies plus adaptées au milieu marin, en raison du fait qu'il est capable de tordre sa queue et de manière à plaquer sa nageoire caudale au sol, ce qui lui donne plus de force et d'appui, et lui permet de retomber « à plat » et non sur le côté, et donc d'immédiatement pouvoir à nouveau sauter. Il est également capable de rapidement escalader une paroi verticale, également grâce à sa nageoire caudale qu'il peut utiliser comme une ventouse ou un appui (voir vidéo ci-contre).

## Reproduction
Ce poisson est ovipare. Il forme un couple distinct lors de la reproduction, le choix du partenaire pourrait être fait au vu des mouvements répétés de parade

## Recherche
Les capacités particulières de saut et d'escalade de ce poisson ont justifié qu'il soit étudié au moyen d'appareillages spécifiques, qui ont permis de mieux comprendre la cinétique des sauts, ses mouvements, et la force qu'il développe quand il saute.

## Dénominations
Ce taxon porte en français le nom vernaculaire ou normalisé suivant : Blennie sauteuse.
Sur l'ile de La Réunion, on le connait sous le nom de Cabo sauteur ou Ti cabo.[réf. nécessaire]

## Systématique
Le nom valide complet (avec auteur) de ce taxon est Alticus arnoldorum (Curtiss (d), 1938).
Alticus arnoldorum a pour synonyme :
- Blennius arnoldorum Curtiss, 1938

### Étymologie
Son épithète spécifique, arnoldorum, a été donnée en l'honneur d'une personne non identifiée mais qui pourrait être Augusta Foote Arnold (en) (1844-1904) dont le livre The Sea-Beach at Ebb-Tide: A Guide to the Study of the Seaweeds and the Lower Animal Life Found Between Tidemarks, sorti en 1901, est mentionné par Curtiss et l'a peut-être inspiré. Pour FishBase, il ne fait aucun doute que ce soit bien Augusta Foote Arnold qui ait été honorée par le nom de cette espèce.

### Publication originale
- (en) Anthony Curtiss, A short zoology of Tahiti in the Society islands, Guide Printing Company, Inc., Brooklyn, New York, 1938, 193 pages.